# Ричмонд, Седрик
Седрик Леван Ричмонд (англ. Cedric Levan Richmond; род. 13 сентября 1973 года, Новый Орлеан, Луизиана) — американский юрист и политик-демократ, член Палаты представителей Соединенных Штатов от 2-го избирательного округа Луизианы с 2011 года.

## Биография
Окончил Колледж Морхаус (1995), получил степень доктора права в Тулейнском университете (1998).
Член Палаты представителей Луизианы с 2000 по 2011 год.
Он баллотировался в Палату представителей США в 2008 году.
С 2017 по 2019 год Ричмонд был председателем Кокуса чернокожих членов Конгресса.
В 2019 году был назначен первым национальным сопредседателем президентской кампании Джо Байдена.
17 ноября 2020 года Ричмонд объявил, что покинет Конгресс в январе 2021 года, чтобы занять должность старшего советника президента и директора Управления по связям с общественностью.